# Parartemia informis
Parartemia informis är en kräftdjursart som beskrevs av Linder 1941. Parartemia informis ingår i släktet Parartemia och familjen Parartemiidae. Inga underarter finns listade i Catalogue of Life.